# Gawriil Stepanowitsch Batenkow

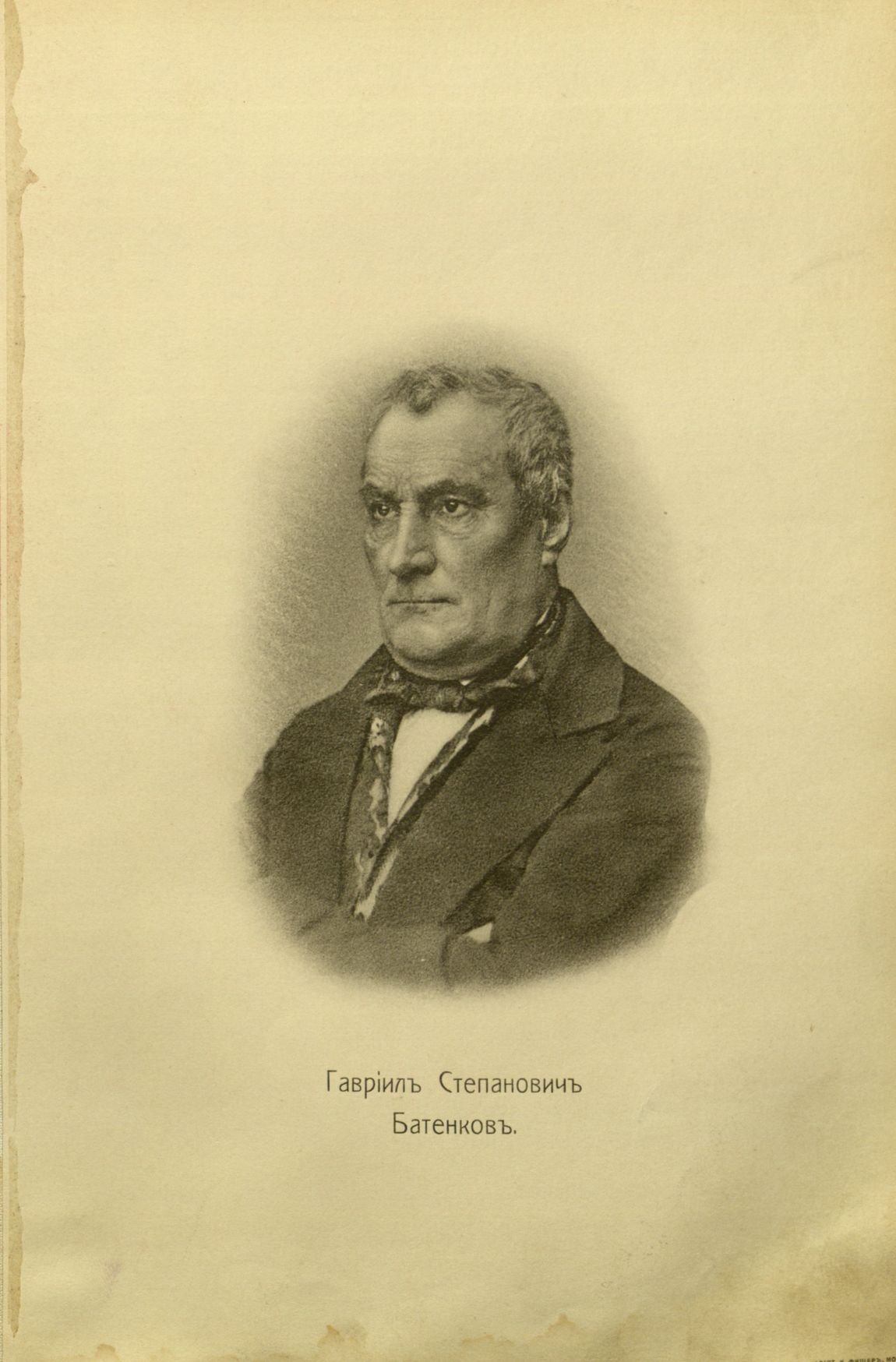
Gawriil Stepanowitsch Batenkow

Gawriil Stepanowitsch Batenkow (russisch Гавриил Степанович Батеньков, wiss. Transliteration Gavriil Stepanovič Baten'kov; * 25. Märzjul. / 5. April 1793greg. in Tobolsk; † 29. Oktoberjul. / 10. November 1863greg. in Kaluga) war ein russischer Oberst und Schriftsteller. Für seine Teilnahme am Dekabristenaufstand des Jahres 1825 – einer Verschwörung gegen Zar Nikolaus I., der in diesem Jahr den Thron bestieg – erhielt er zwanzig Jahre Einzelhaft in der Peter-und-Paul-Festung und wurde dann nach Sibirien verschickt. Er starb amnestiert in Kaluga.